# Natació als Jocs Olímpics d'estiu de 1900 - 200 metres obstacles

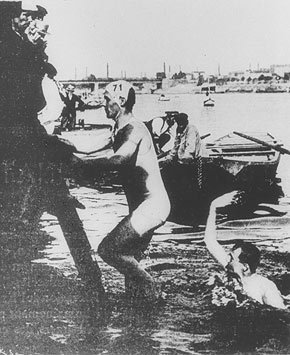
Frederick Lane, després de guanyar la medalla d'or

Els 200 metres obstacles masculins va ser una de les proves de natació que es van disputar als Jocs Olímpics de París de 1900. La competició tingué lloc entre l'11 i el 12 d'agost de 1900, amb la presència de 12 nedadors representants de 5 nacions. És l'única vegada que s'ha distputat aquesta prova en uns Jocs Olímpics.
Hi havia tres obstacles durant els 200 metres de recorregut de la cursa. Els nedadors havien de franquejar els dos primers (un pal i una filera de vaixells), i nedar per sota del tercer (una altra filera de vaixells).

## Medallistes
| Or             | Plata      | Bronze     |
| Frederick Lane | Otto Wahle | Peter Kemp |

## Resultats

### Semifinals
Els dos nedadors més ràpids de cadascuna de les tres semifinals i els quatre millors temps passaven a la final. Això feu que sols dos nedadors no prenguessin part a la final.

#### Semifinal 1
| Posició | Nedador        | Temps    |
| ------- | -------------- | -------- |
| 1       | Frederick Lane | 3' 04,0" |
| 2       | Karl Ruberl    | 3' 06,0" |
| 3       | F. Stapleton   | 3' 18,4" |
| 4       | Louis Marc     | 3' 29,2" |

#### Semifinal 2
| Posició | Nedador          | Temps    |
| ------- | ---------------- | -------- |
| 1       | Otto Wahle       | 2' 56,0" |
| 2       | William Henry    | 3' 14,4" |
| 3       | Jules Verbecke   | 3' 18,0" |
| 4       | Victor Hochepied | 3' 37,2" |

#### Semifinal 3
| Posició | Nedador           | Temps    |
| ------- | ----------------- | -------- |
| 1       | Peter Kemp        | 3' 12,0" |
| 2       | Maurice Hochepied | 3' 16,2" |
| 3       | J. Bertrand       | 3' 28,2" |
| 4       | Fred Hendschel    | 3' 45,2" |

### Final
La final es disputà el 12 d'agost.
| Posició | Nedador           | Temps    |
| ------- | ----------------- | -------- |
| Or      | Frederick Lane    | 2' 38,4" |
| Plata   | Otto Wahle        | 2' 40,0" |
| Bronze  | Peter Kemp        | 2' 47,4" |
| 4       | Karl Ruberl       | 2' 51,2" |
| 5       | F. Stapleton      | 2' 55,0" |
| 6       | William Henry     | 2' 58,0" |
| 7       | Maurice Hochepied | 2' 58,0" |
| 8       | Jules Verbecke    | 3' 08,4" |
| 9       | J. Bertrand       | 3' 17,0" |
| 10      | Louis Marc        | 3' 30,6" |